# アンヴァリッド駅
アンヴァリッド駅（フランス語: Gare des Invalidesガルデザンヴァリッド）はフランス・パリの中心部、オテル・デ・ザンヴァリッド（廃兵院）近くにあるRER C線とメトロ8号線・13号線の駅。RERの駅はかつては西部鉄道のターミナル駅の一つだったが、1929年以降は近郊列車専用の駅となり、旧駅舎は後にエールフランスのシティエアターミナル(aérogare)となった。

## 歴史

### SNCF（RER）
アンヴァリッド駅は、パリからフランス西部方面への路線を運営していた西部鉄道によって、1900年の万国博覧会に合わせて1900年4月12日に開業した。
アンヴァリッド前広場への鉄道駅建設計画は1873年まで遡ることができる。この年セーヌ県議会は新路線の建設を支持する決議を行ったが、政府はセーヌ県内にローカル輸送用の路線は不要であるとして計画を却下した。
しかし19世紀末になると、西部鉄道のターミナル駅であるサン・ラザール駅とモンパルナス駅のうち、モンパルナス駅の容量不足が問題になっていた。このため西部鉄道はアンヴァリッドに新たにターミナルを設け、アンヴァリッドからヴェルサイユの手前のヴィロフレーまで新線を建設し、ヴィロフレーでモンパルナス発の路線と接続させることにした。アンヴァリッド駅からパリ市外まではセーヌ川の左岸に沿う経路であり、一部はシャン・ド・マルス駅発の路線と重複する。
当初の計画では路線・アンヴァリッド駅とも地上に設けることになっていたが、パリ市が踏切の設置を認めなかったため、アンヴァリッド駅は地下駅に変更され、パリ市境（ブルヴァール・デ・マレショー）までの路線も地下または掘割と変更された。このためシャン・ド・マルス駅から市境までの路線も1894年に一旦休止され、立体交差化された。
アンヴァリッド駅の建設は1897年に始まり、1900年にアンヴァリッド駅とアンヴァリッド - レ＝ムリノー間の路線が開業した。ヴェルサイユ（ヴェルサイユ・リヴ・ゴーシュ駅）までの全通は、途中のムードン付近での高架橋やムードン - ヴィロフレ間にあるトンネルの工事に手間取り、1902年まで遅れた。

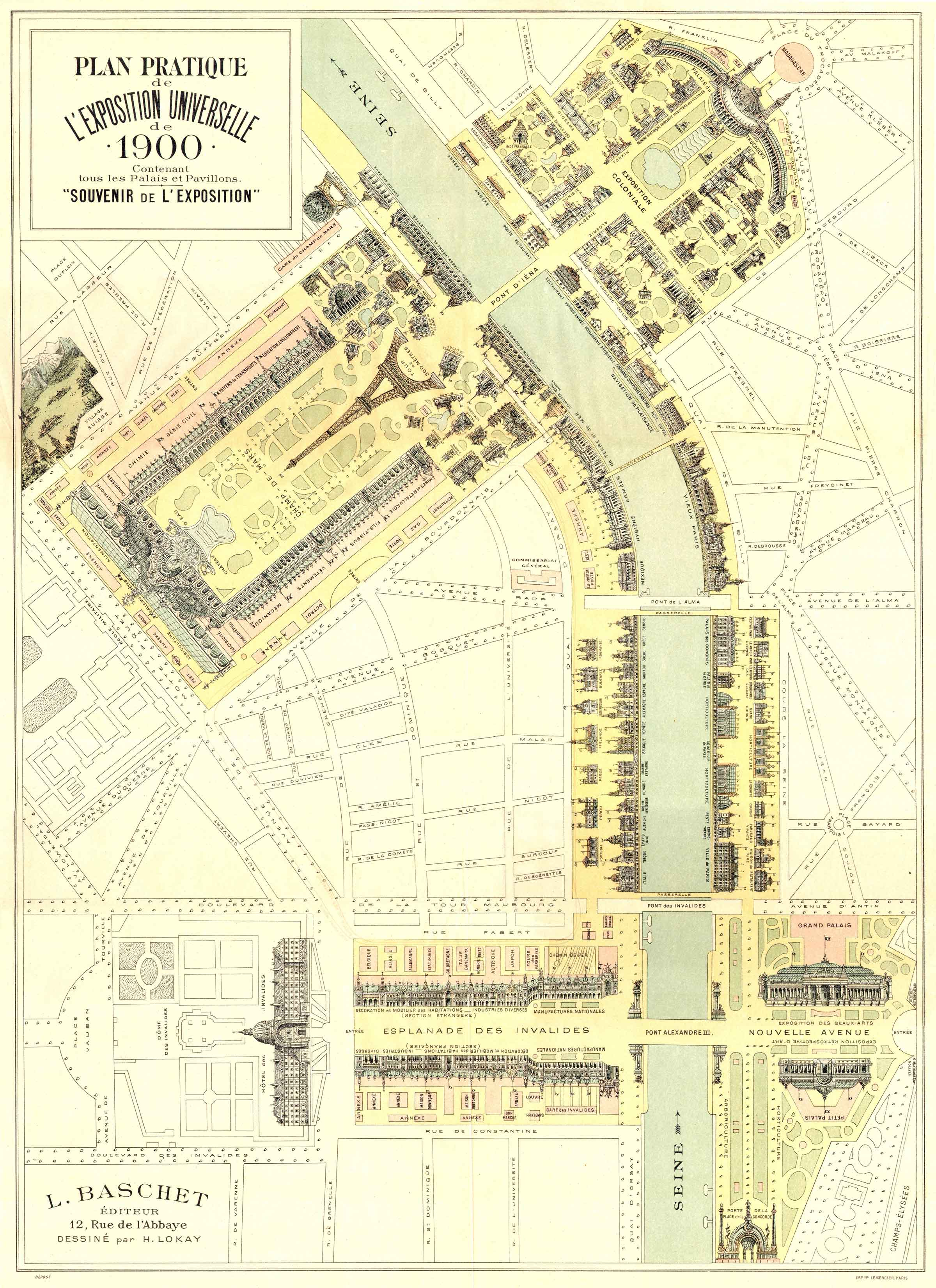
1900年の万博案内図（上が西）。画面下にアンヴァリッド駅、左上にシャン・ド・マルス駅がある。

1900年当時の駅は現在のRERの駅よりも南よりの、アンヴァリッド前の広場(Esplanade des Invalides)の北にあった。ホームは長さ160mの頭端式6面12線が設けられた。ホームと線路の大部分は地下にあったが、ホーム端部のみは蒸気機関車のため 開口部とされていた。駅舎は建築家ジュスト・リシュの設計によるもので、ホームの頭端側に接する形でアンヴァリッド前の広場の北東角に、アンヴァリッドに対して直角の向きに建てられた。
アンヴァリッド - ヴェルサイユ線は、ムードン - ヴィロフレ間に全長3.6km、勾配8パーミルのトンネルがあるため、蒸気機関車の運行には向かないとして、第三軌条方式（直流550V）で電化されていた。ただし1900年の部分開業時には電車の製造が間に合わず、アンヴァリッド - シャン・ド・マルス間などで電動荷物車が客車を牽引する列車が運転されていた。1902年からはアンヴァリッド - ヴェルサイユ間などで電車の運転が始まった。アンヴァリッド駅での入換用に圧縮空気を利用した無火機関車もあったが、1910年には使用されなくなった。
アンヴァリッド駅はヴェルサイユなどへの近郊列車のほか、1907年からはグランヴィルやブレストなどノルマンディー地方南部やブルターニュ地方へ向かう長距離列車のターミナル駅としても使われた。なおこれら長距離列車は当初蒸気機関車牽引であったが、1920年代に電気機関車に置き換えられ、トンネル通過後のヴェルサイユ・シャンティエール駅で蒸気機関車との交換を行っていた。
1929年にモンパルナス駅近くにメーン駅(Gare du Maine)が開業すると、途中で機関車交換が必要なアンヴァリッド発の長距離列車はほとんどが廃止され、メーン駅にターミナル機能が移された。1933年の時点で、アンヴァリッド発の長距離列車はブレスト行とグランヴィル行が一日各2本のみとなっている。また1935年からは近郊列車の多くもモンパルナス駅に移り、アンヴァリッド駅はヴェルサイユ行きなど一部の近郊列車専用の駅となった。1937年の万国博覧会を控え、駅舎の地上部分はパリ市に売却された。旧駅舎は1948年からエールフランスにより、オルリー空港発着便の航空券販売や同空港へのアクセス拠点として用いられるようになった。
1970年代に入ると、RER計画の一つとして、アンヴァリッド駅とオルセー駅を地下線で結ぶとともに、電化方式を第三軌条方式から架空電車線方式の直流1500Vに変更することになった。アンヴァリッド駅では駅の西側から線路を付けかえ、旧ホームの北のケ・ドルセ─通り地下にホームが新設された。1979年5月27日には電化方式の変更が完了し、アンヴァリッド - ヴィロフレ間でZ5300型電車の運転が始まった。続いて1979年9月30日にはアンヴァリッド - オルセー間が開業し、南東部郊外との直通運転が始まった。

### RATP（メトロ）
8号線のアンヴァリッド駅を含む区間は1913年7月13日に開業したが、アンヴァリッド駅の開業はこれより遅れ、同年12月24日となった。
13号線の駅は、1923年12月30日に10号線の起点駅として開業した。当時の10号線は現在とは経路が異なり、アンヴァリッド駅から現13号線の線路をサン＝フランソワ＝グザヴィエ駅まで進み、そこから現在連絡線となっている線路を経由してヴァノー駅で現10号線の経路と合流し、オステルリッツ駅方面に向かっていた。この時の10号線アンヴァリッド駅は島式ホーム1面2線で、現在留置線となっている前庭の下のラケット型ループ線を利用して進行方向を変える構造となっていた。
1937年に8号線、10号線と当時の14号線（現13号線南部）の間で線路の付けかえと系統の変更が行われ、10号線アンヴァリッド駅は14号線（アンヴァリッド - ポルト・ド・ヴァンヴ）の起点となった。
1976年11月9日に13号線シャンゼリゼ＝クレマンソー - アンヴァリッド間が開業し、14号線は13号線に統合された。このとき13号線のホームは南北方向に通り抜ける構造に変更された。

## 駅構造

### SNCF（RER）
RERの駅はドルセー通り（オルセー河岸）の地下にある。プラットホームは島式ホーム2面4線。改札口はホームより下の層にあり、ホームから地上に出るには一旦階段で下ることになる。改札口には自動改札機が設置されている。発着する列車はRERのみであるが、長距離列車用の切符売り場、自動券売機も設置されている。

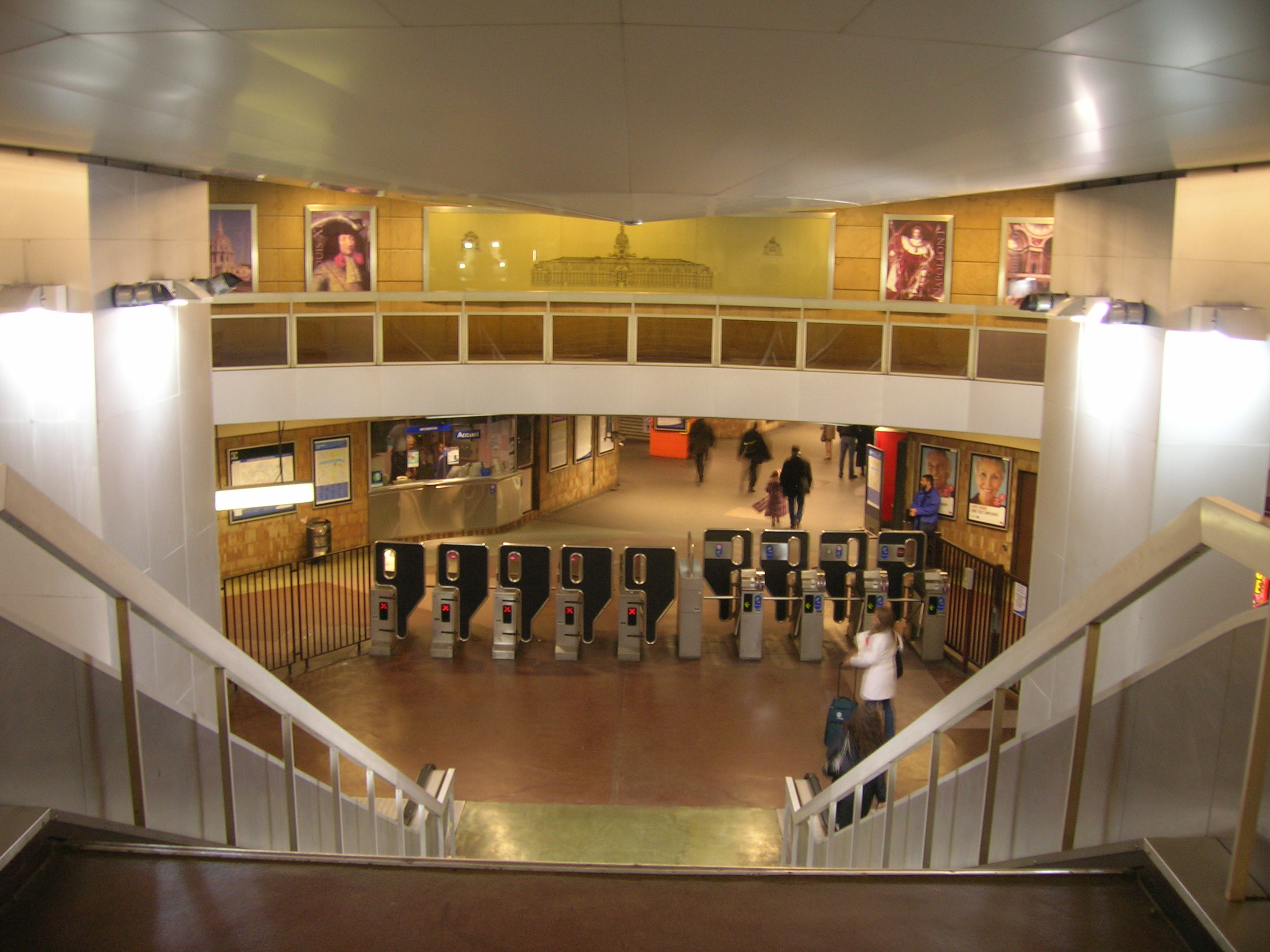
RERの改札口
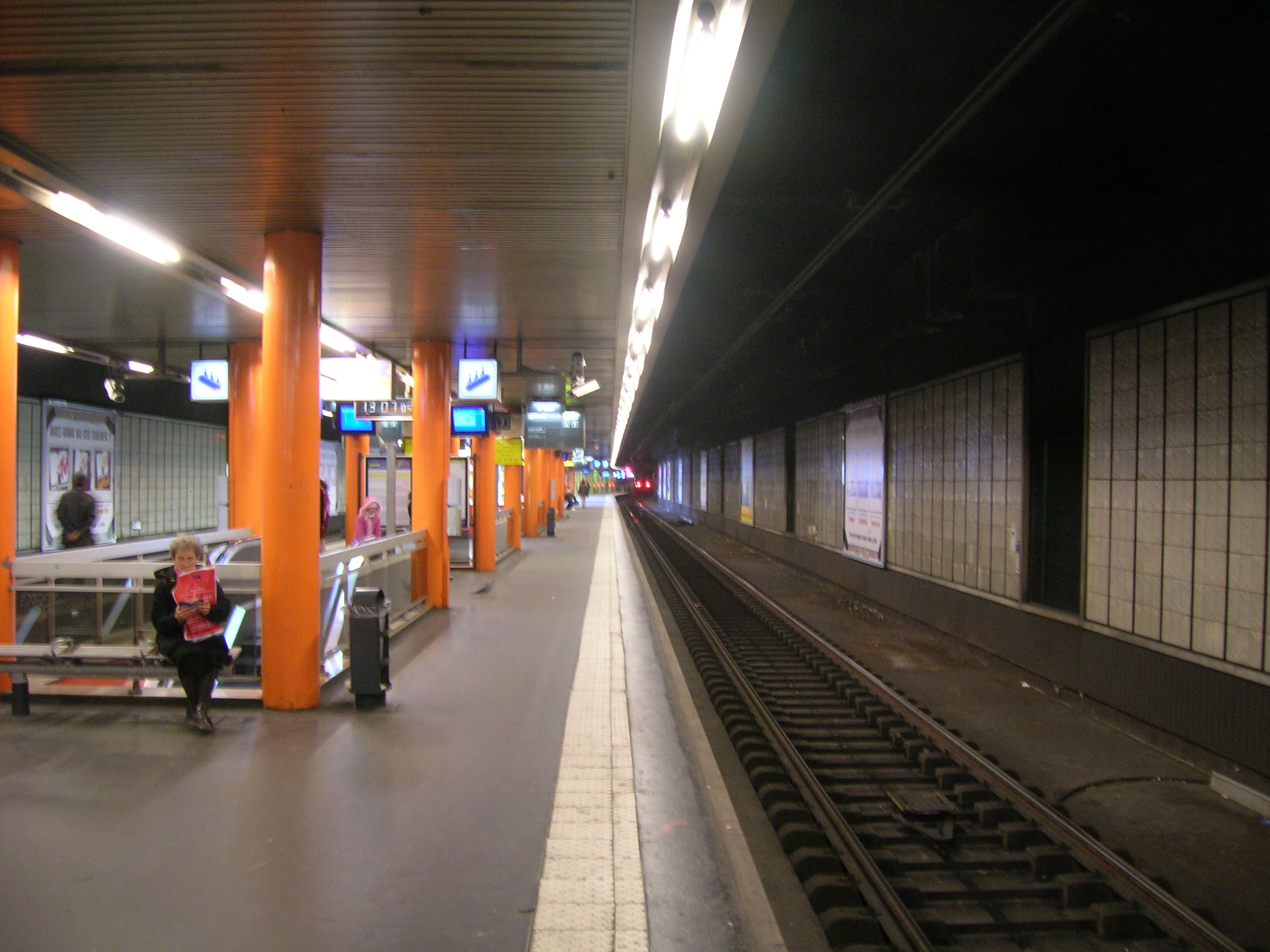
RERのホーム

### RATP（メトロ）
メトロの駅はアンヴァリッド前の広場の東よりの地下、旧アンヴァリッド駅舎の南側にある。ホームは南北方向にあり、東側が8号線、西側が13号線である。
8号線の駅は相対式ホーム2面2線からなる。ほかに留置線1線があり、留置線にも単式ホームが接しているが、使われていない。
13号線の駅は単式ホームと島式ホームの2面3線からなる。東側の単式ホームが北行き、島式ホームの内側が南行きであり、その対面は専ら留置線として用いられている。この留置線はアンヴァリッド前庭の地下を一周する円形の線路につながっており、その途中から8号線への連絡線が分岐している。可動式ホーム柵完備。

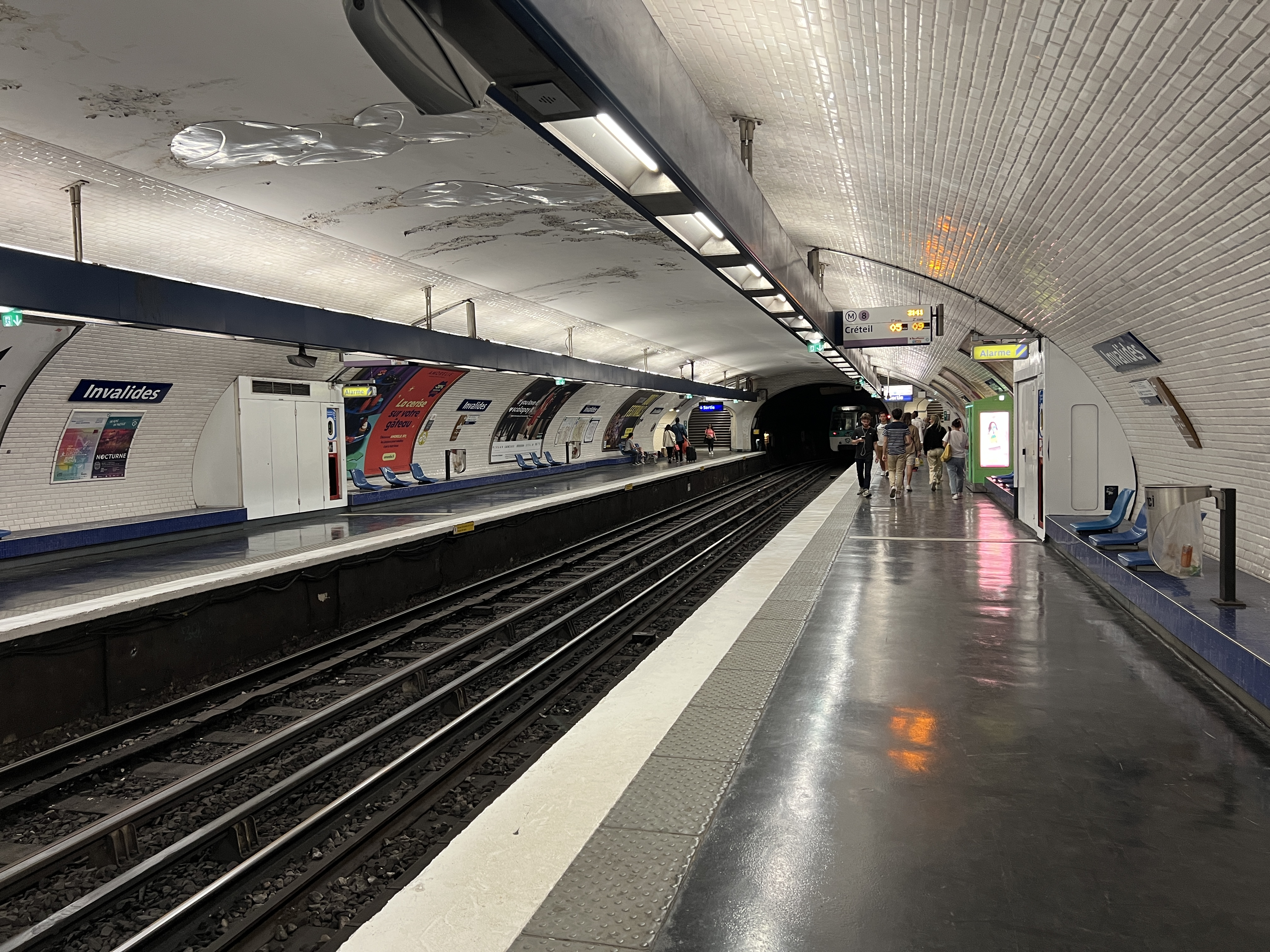
8号線ホーム
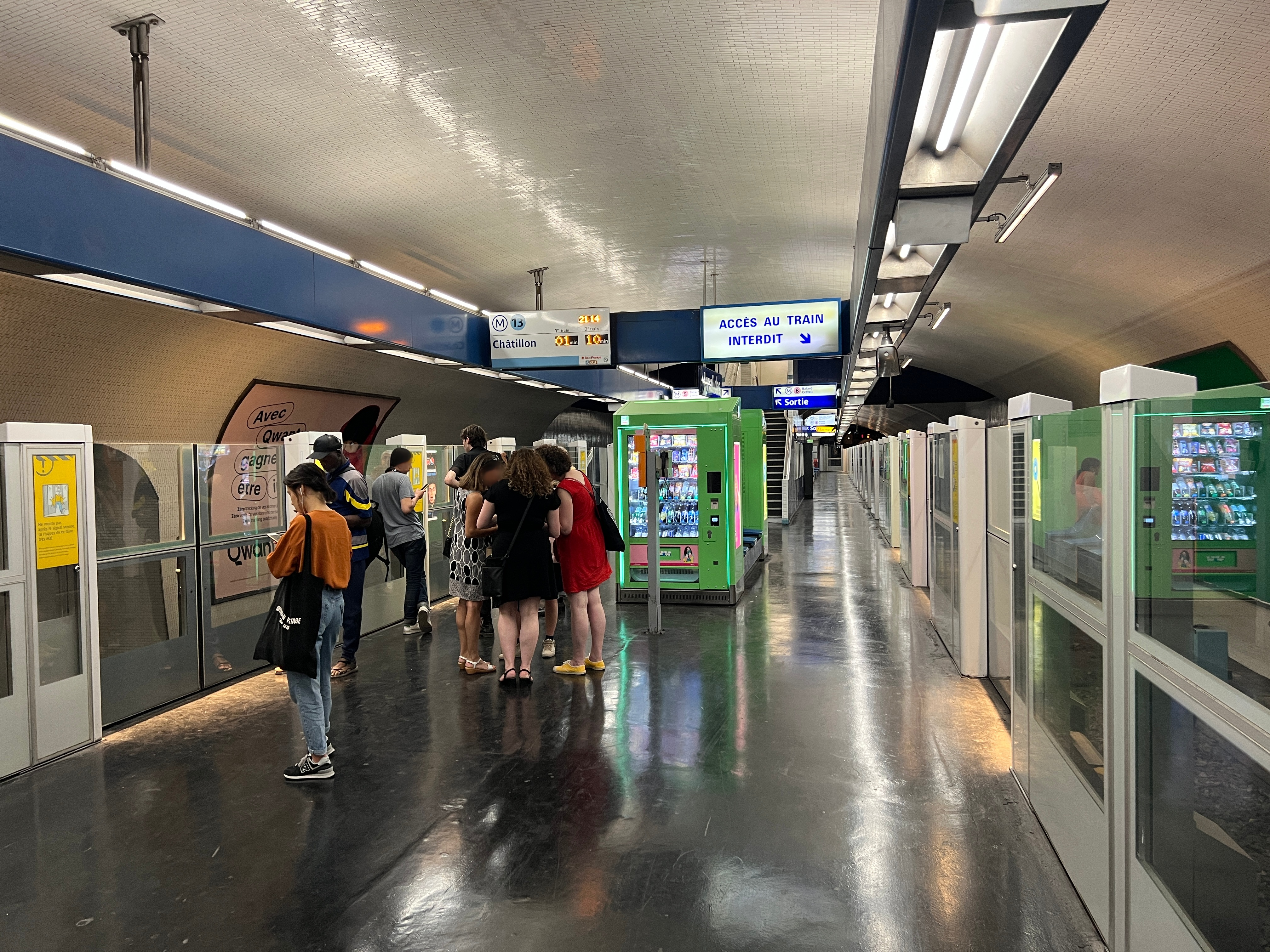
13号線ホーム（島式部分）
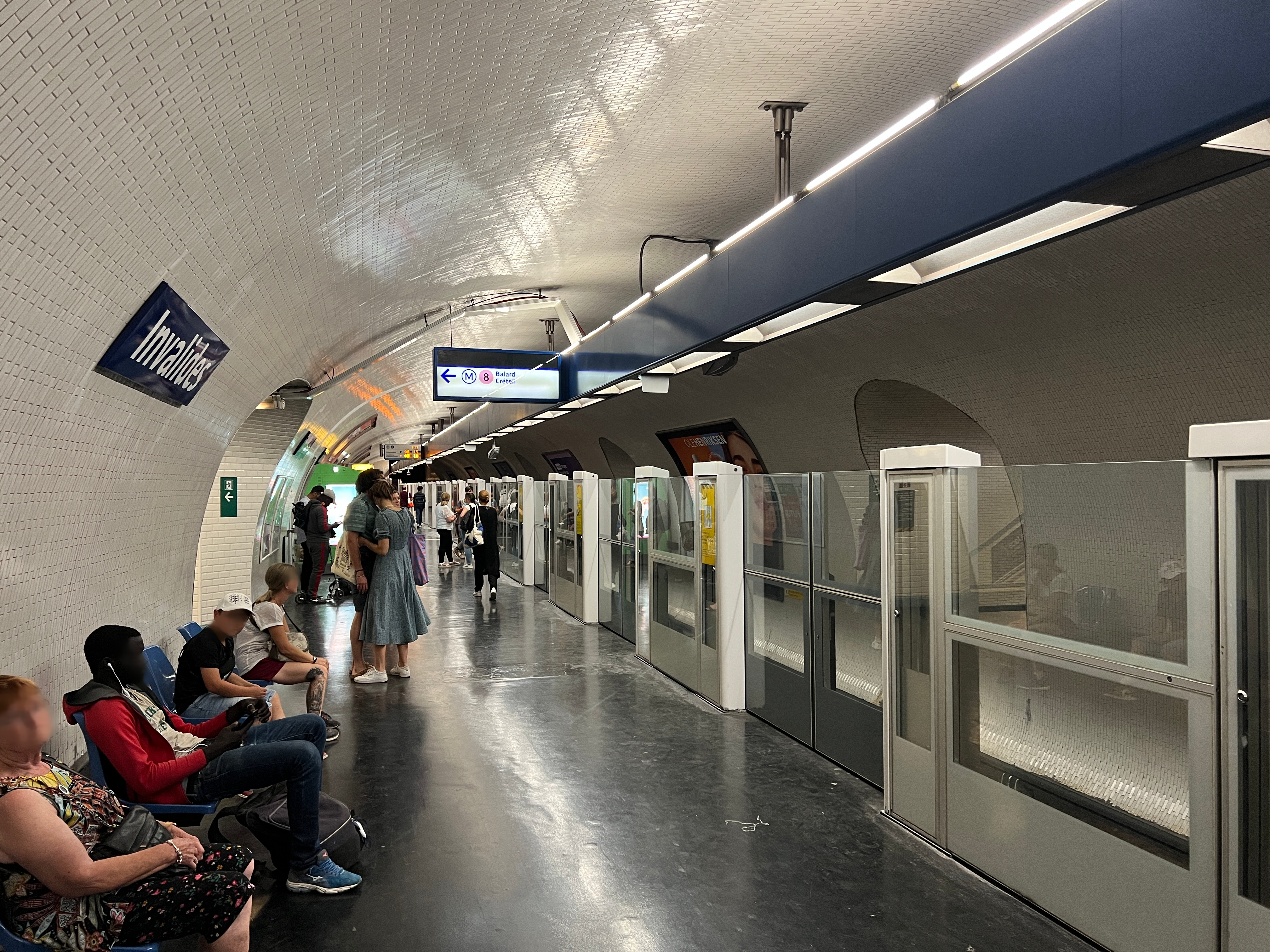
13号線ホーム（単式部分）

## 利用状況
メトロの駅において2021年の年間利用者数は3,482,080人で、地下鉄全駅中79位。

## 駅周辺

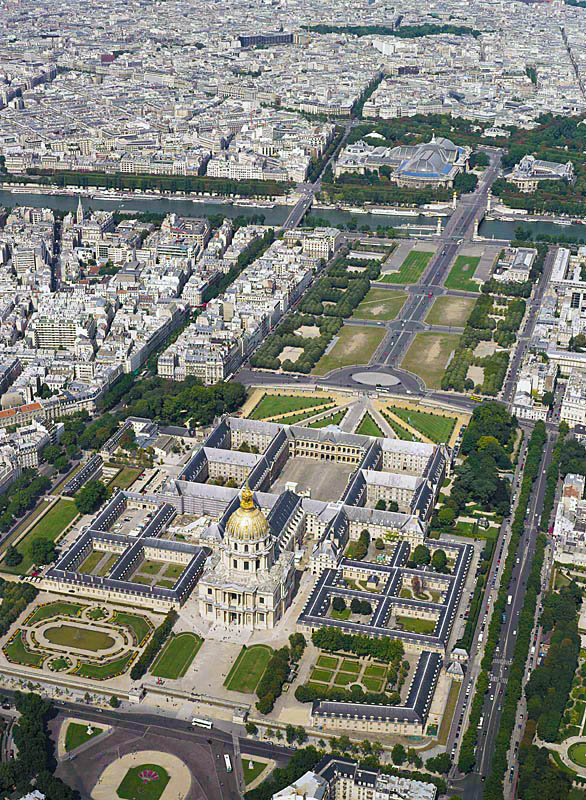
アンヴァリッド駅周辺の航空写真。画面右上のセーヌ川の手前に旧アンヴァリッド駅舎がある。

オテル・デ・ザンヴァリッド（廃兵院）はRER、メトロの駅の南にある。
駅の東にはフランス外務省の本庁舎があり、さらにその東はブルボン宮殿（国民議会議事堂）である。
駅の西にはパリ・アメリカ大学や在仏アラブ首長国連邦大使館、在仏南アメリカ大使館、在仏セネガル大使館がある。
駅のすぐ北にはセーヌ川のアレクサンドル3世橋があり、対岸にはグラン・パレとプティ・パレがある。

### バス
駅近くにパリ交通公団（RATP）の市内路線バスが停車するほか、オルリー空港行きのエールフランスバスの起点でもある。

## 隣の駅
| RER C線 | RER C線 | RER C線 |
| --- | ------- | --- |
| ポン・ド・ラルマ駅 モンティニー＝ボーシャン方面 ポントアーズ方面 ヴェルサイユ＝シャトー＝リヴゴーシュ方面 サン＝カンタン＝アン＝イヴリーヌ＝モンティニー＝レ＝ブルトンヌー方面 シャビル＝ベリジー方面 ポン・ドゥ・ガリリアーノ＝ジョルジュ＝ポンピドゥー欧州病院方面 |         | ミュゼ・ドルセー駅 ポン・ド・ランジス＝オルリー空港方面 マッシー＝パレゾー方面 ドゥルダン方面 ブレティニー方面 ジュヴィジー方面 ポルト・ド・ヴァンセンヌ方面 ドゥルダン＝ラ＝フォレ方面 ドゥルダン方面 サン＝マルタン＝デタンプ方面 ブレティニー方面 |
| 8号線 |         | |
| ラ・トゥール＝モブール駅 バラール方面 |         | コンコルド駅 ポワント・デュ・ラック方面 |
| 13号線 |         | |
| シャンゼリゼ＝クレマンソー駅 アニエール＝ジュヌヴィリエ＝レ・クルティーユ方面 サン＝ドニ＝ユニヴェルシテ方面 |         | ヴァレンヌ駅 シャティヨン＝モンルージュ方面 |